# Вахо
Вахо (око 510-539) је био лангобардски краљ.
Међу лангобардским узурпатора који је желео збацити краља Тата био је и његов брат Зухило. Да би обезбедио владавину свога сина Ваха, он је лично наредио Ваху да ликвидира Тата што је овај и учинио и тако завладао Лангобардима.
Против Ваха се први побунио Татов син Хилдешис, али га је нови владар поразиио и овај је побегао гепидском краљу на двору где је живео до краја живота. Ускоро је Вахо почео ширити границе лангобарске државе. Починио је државу Свева и стекао валст над њима. Поред тога, ширећи своју територију, он је први присвојио титулу лангобардског краља. Интересантан је био и његов лични живот. Лангобардски краљ се три пута женио. Прва жена се звала Раникунд и била је ћерка краља Туркилинга, друга се звала Аустригуса и била је ћерка гепидског краља и родила му две ћерке: Висеграду, која се удала за франачког краља Теодоберта и Валдеграду. Овим силним познанствима и породичним везама, Вахо је учвршћивао своју власт и живео у миру са суседима. Из његовог трећег брака имао је ћерку Салингу која је родила његовог унука и будућег наследника престола Валтарија.